# Campionat de Navarra de futbol
El Campionat de Navarra de futbol (o Campionat Regional de Navarra, en castellà Campeonato Regional de Navarra) fou la màxima competició futbolística disputada a Navarra en els primers anys del futbol a la regió. Fou organitzat per la Federació Navarresa de Futbol i serví com a classificatori per al Campionat d'Espanya.

## Història
Entre 1913 i 1918 els clubs navarresos restaven adscrits a la Federació Nord i disputaven el Campionat Regional Nord, en les seves categories inferiors. L'any 1918 passaren a formar part de la nova Federació Guipuscoana, disputant el Campionat de Guipúscoa de futbol. L'any 1928 es fundà la Federació Navarresa de Futbol, i la temporada 1928-29 organitzà el seu propi campionat. Un ans més tard, ambdues federacions, navarresa i guipuscoana, acordaren unir els campionats per crear el Campionat Mancomunat Guipúscoa-Navarra. El 1931 també s'hi afegiren els clubs aragonesos, i es creà el Campionat Mancomunat Guipúscoa-Navarra-Aragó.
L'any 1934, l'assemblea de la Reial Federació Espanyola de Futbol va aprovar una reestructuració de les competicions de futbol, mitjançant la qual es van crear una sèrie de Campionats Suprarregionals, col·locats jeràrquicament per sobre dels campionats regionals organitzats per les federacions territorials que tradicionalment s'havien disputat fins aleshores. Els clubs del País Basc i Navarra disputaren el Campionat Suprarregional grup 3, també conegut com Copa Vasca.
Després de l'aturada per la guerra civil espanyola, el futbol retornà la temporada 1938-39 amb el segon campionat navarrès independent de la història. La temporada 1939-40 es disputà la darrera edició del campionat, aquest cop novament es jugà un campionat mancomunat, juntament amb equips aragonesos i guipuscoans.

## Historial
Font:
| Campionat Mancomunat Guipúscoa-Navarra                        |
| Campionat Mancomunat Guipúscoa-Navarra-Aragó                  |
| Campionat Suprarregional Biscaia-Guipúscoa-Navarra/Copa Vasca |

| Temporada | Campió                                             | Resultat                                           | Subcampió                                          | Refs   |
| --------- | -------------------------------------------------- | -------------------------------------------------- | -------------------------------------------------- | ------ |
| 1913-1918 | Campionat Regional Nord (Segona Categoria)         | Campionat Regional Nord (Segona Categoria)         | Campionat Regional Nord (Segona Categoria)         |        |
| 1918-1928 | vegeu Campionat de Guipúscoa de futbol             | vegeu Campionat de Guipúscoa de futbol             | vegeu Campionat de Guipúscoa de futbol             |        |
| 1928-29   | CA Osasuna (1)                                     | lliga                                              | CA Aurora de Pamplona                              | [ 8 ]  |
| 1929-30   | vegeu Campionat Mancomunat Guipúscoa-Navarra       | vegeu Campionat Mancomunat Guipúscoa-Navarra       | vegeu Campionat Mancomunat Guipúscoa-Navarra       |        |
| 1930-31   | vegeu Campionat Mancomunat Guipúscoa-Navarra       | vegeu Campionat Mancomunat Guipúscoa-Navarra       | vegeu Campionat Mancomunat Guipúscoa-Navarra       |        |
| 1931-32   | vegeu Campionat Mancomunat Guipúscoa-Navarra-Aragó | vegeu Campionat Mancomunat Guipúscoa-Navarra-Aragó | vegeu Campionat Mancomunat Guipúscoa-Navarra-Aragó |        |
| 1932-33   | vegeu Campionat Mancomunat Guipúscoa-Navarra-Aragó | vegeu Campionat Mancomunat Guipúscoa-Navarra-Aragó | vegeu Campionat Mancomunat Guipúscoa-Navarra-Aragó |        |
| 1933-34   | vegeu Campionat Mancomunat Guipúscoa-Navarra-Aragó | vegeu Campionat Mancomunat Guipúscoa-Navarra-Aragó | vegeu Campionat Mancomunat Guipúscoa-Navarra-Aragó |        |
| 1934-35   | vegeu Copa Vasca                                   | vegeu Copa Vasca                                   | vegeu Copa Vasca                                   |        |
| 1934-35   | CD Indarra de Pamplona                             |                                                    | ?                                                  | [ 9 ]  |
| 1935-36   | vegeu Copa Vasca                                   | vegeu Copa Vasca                                   | vegeu Copa Vasca                                   |        |
| 1935-36   | CD Indarra de Pamplona                             |                                                    | ?                                                  | [ 10 ] |
| 1936-37   | no es disputà per la guerra civil                  | no es disputà per la guerra civil                  | no es disputà per la guerra civil                  |        |
| 1937-38   | no es disputà per la guerra civil                  | no es disputà per la guerra civil                  | no es disputà per la guerra civil                  |        |
| 1938-39   | CA Osasuna (2)                                     | lliga                                              | CD Indarra de Pamplona                             | [ 1 ]  |
| 1939-40   | vegeu Campionat Mancomunat Guipúscoa-Navarra-Aragó | vegeu Campionat Mancomunat Guipúscoa-Navarra-Aragó | vegeu Campionat Mancomunat Guipúscoa-Navarra-Aragó | [ 11 ] |

1. 1 2  Les temporades 1934-35 i 1935-36 els equips bascos i navarresos disputaren el Campionat Suprarregional Biscaia-Guipúscoa-Navarra. El campionat de Navarra fou disputat per equips de segona categoria, situat per sota del Suprarregional jeràrquicament.

## Palmarès
- Club Atlético Osasuna: 2 títols (1928-29, 1938-39)